# Epifenomenalizm
Epifenomenalizm – pogląd filozoficzny według którego myśli oraz uczucia są epifenomenami fizycznych stanów mózgu, a nie realnymi procesami.

## Podział
Epifenomenalizm możemy podzielić na dwa rodzaje: według pierwszego rodzaju epifenomenalizmu pewne zdarzenia, które mają charakterystykę fizjologiczną, mają także charakterystykę mentalną, zdarzenie zaś, które ma charakterystykę mentalną, nigdy nie pełni roli przyczynowej na mocy swoich cech fizjologicznych.
Drugi rodzaj epifenomenalizmu głosi tezę, zgodnie z którą nie ma jednocześnie cech mentalnych i fizjologicznych i całkowitą przyczyną jakiegoś zdarzenia, które ma cechy mentalne, jest zdarzenie lub zbiór zdarzeń mających cechy fizjologiczne.
Epifenomenalizm zakłada, że jeśli psychologia ma być rzetelną nauką, musi się ograniczyć do mierzalnych, jasno zdefiniowanych eksperymentów, w których ludzi poddaje się działaniu określonych bodźców i obserwuje się ich określone reakcje na te bodźce. Współczesny epifenomenalista, szukając podstawy (przyczyn) zjawisk mentalnych, mówi raczej o procesach (fizycznych) zachodzących na poziomie neuronalnym. Idealnym przykładem może być Antonio R. Damasio. Antonio Damasio, neurobiolog, w swojej książce pod tytułem "Błąd Kartezjusza" zaznacza, że Kartezjański dualizm jest niemożliwy do utrzymania, albowiem nawet nie to, że coś duchowego nie ma prawa oddziaływać na nic materialnego, ale to, że owo duchowe (wedle niego w rozumieniu kartezjańskim) jest możliwe do wytłumaczenia na gruncie materializmu mechanistycznego.

## Argumenty za epifenomenalizmem
W warunkach laboratoryjnych dowiedzione zostały tak zwane "potencjalne gotowości", w których elektryczne impulsy z mięśni zostawały zarejestrowane aż dwie sekundy przed tym jak podmiot był świadomy podejmowania decyzji. Gdyby badania te potwierdziły się i zostałyby udokumentowane, epifenomenalizm z poglądu filozoficznego miałby szansę stać się faktem naukowym.

## Krytyka epifenomenalizmu
Epifenomenalizm jest krytykowany na gruncie paru trafnych stwierdzeń np. Benjamin Libet stwierdza, że mimo tych otrzymanych rezultatów (rezultatów laboratoryjnych) wierzy, że podmiot nadal może mieć "przytomne weto" (pomiędzy tym, gdy przychodzi impuls, a mechanizmem). Inną krytyką epifenomenalizmu jest to, że obecność teorii epifenomenalistycznej wydaje się zaprzeczać jej założeniom. Przez moment bowiem muszę założyć, że myślenie jest umysłowym procesem, gdyż jeżeli epifenomenalizm jest prawdziwy, to nigdy nie mógłbym przekazać jego idei. Byłoby to niemożliwe, ponieważ to "wyrażanie" wymagałoby zakazanego związku między umysłem i zachowaniem. Czyli epifenomenalizm neguje się w samym swoim pojęciu. Następnym powodem krytyki jest jego pragmatyzm, bowiem nie został odkryty z niczego, a po to, by załatać dziurę po kartezjańskim dualizmie. Niektórzy mówią, że został on wymyślony jako potencjalne rozwiązanie dualizmu: od czasów Kartezjusza zastanawiano się, jak świat mentalny oddziałuje na fizyczny. Epifenomenalizm dostarcza odpowiedzi.